# جاروکو
جاروکو (به اسپانیایی: Jaruco) یک منطقهٔ مسکونی در کوبا است که در استان مایابکه واقع شده‌است. جاروکو ۲۷۶ کیلومتر مربع مساحت و ۲۵٬۶۵۸ نفر جمعیت دارد و ۱۳۰ متر بالاتر از سطح دریا واقع شده‌است.

## خواهرخوانده
شهر تارکوینیا خواهرخواندهٔ جاروکو هست.